# 陳文儀
陳文儀，中華民國外交官、政府官員。畢業於東吳大學國際貿易學系學士，1987年進入外交部，曾任駐加拿大台北經濟文化代表處／駐巴拿馬大使館二等秘書、駐歐盟兼駐比利時代表處簡任一等秘書、外交部北美司副司長、駐多倫多臺北經濟文化辦事處總領事銜處長、駐馬紹爾群島大使、外交部亞東太平洋司長、駐加拿大台北經濟文化代表處大使銜代表、外交部外交及國際事務學院副院長等職務，候任駐拉脫維亞臺北代表團大使銜代表。

## 職業生涯
2011年9月，陳文儀在擔任駐多倫多辦事處長期間，發生新聞組秘書王德馨在寓所游泳池內溺斃事件。
2014年1月，將轉任駐馬紹爾群島大使的陳文儀舉辦感恩惜別茶會，多倫多副市長凱利也出席，在致詞時表示，他現在由於實際行使市長職權，因此特別忙碌，但無論再忙，一定要出席陳文儀的惜別茶會。並表示，他前後經歷過5任駐多倫多處長，每一任都相處合作愉快，但陳文儀是他最欣賞的一位。
2018年4月，菲律賓將78名參與電信詐騙的中華民國籍嫌犯遣送至中華人民共和國，外交部亞東太平洋司長陳文儀召見在台灣的馬尼拉經濟文化辦事處代表班納友，對菲律賓的作法表達嚴正抗議與深切遺憾；班納友則對這次事件的發生，表達遺憾（regret），並說這是有關打擊犯罪的執法議題。在未來，菲台雙方將尋找可避免類似事件再度發生的作法，以免傷及菲台雙邊友好關係。
2018年4月，外交部亞東太平洋司長陳文儀召見駐台北印尼經濟貿易代表處代表羅伯特（Robert James Bintaryo），針對印尼該年截至4月已第7度在未有確切事證證明台灣漁船涉嫌不法前，便妨礙其通行，草率實施登船檢查或要求入港檢查，已違反國際慣例，也嚴重干擾國際航行自由等情事，向印尼表達嚴正抗議。
第2代中華民國晶片護照內頁底圖錯用美國機場圖片事件發生後，外交部領事事務局長陳華玉轉調外交部參事，前局長、駐加拿大代表龔中誠調回外交部辦事。駐加拿大大使空缺數月後，於2018年4月由外交部亞東太平洋司長陳文儀接任。
駐加拿大代表陳文儀多次以投書，或接受媒體訪問的形式，對於台灣的名稱被更改、參與國際組織、海峽兩岸關係、台加關係、2019冠状病毒病疫情等問題發表看法。